# Domènec Torrent
Domènec Torrent Font (ur. 14 lipca 1962 w Santa Coloma de Farners) – hiszpański piłkarz występujący na pozycji pomocnika, trener piłkarski, od 2025 roku prowadzi meksykański Monterrey.